# ماریو شیرئا
ماریو شیرئا (ایتالیایی: Mario Scirea؛ زادهٔ ۷ اوت ۱۹۶۴) دوچرخه‌سوار اهل ایتالیا است. وی در بازی‌های المپیک تابستانی ۱۹۸۸ شرکت کرده است.